# Tiotusenkronorssedeln
Tiotusenkronorssedeln var en svensk sedel med värdet tiotusen svenska kronor, den högsta valör som utgivits i Sverige, första gången 1939. Tiotusen kronor motsvarade 1939 flera årslöner för många yrkesgrupper. Sedeln utgavs i en ny version 1958, med samma mått: 210x121 mm, men med nytt tryck. Den första versionen blev ogiltig 31 december 1987 och den andra 31 december 1991.
Ingenjör Axel Rosswall vid Riksbankens sedeltryckeri ansåg 1944 tiotusenkronorssedelns förfalskningsrisk låg, då sedeln främst användes för transaktioner mellan banker.:18 År 1988 upphörde den äldre tiotusenkronorssedelns att gälla och riksbanksfullmäktige föreslog en lag som ogiltigförklarade även den nyare versionen, vilken ansågs lättförfalskad; tekniska innovationer hade dessutom gjort sedeln överflödig då större transaktioner banker emellan genomfördes med andra tekniker.

## Utseende

### Tryckår 1939
Framsidan var försedd med det krönta lilla riksvapnet och texten SVERIGES RIKSBANK Tiotusen Kronor samt därunder valören i siffror. Sedeln saknade tryck på baksidan.

### Tryckår 1958
På framsidan fanns en bild av Gustaf VI Adolf samt texten SVERIGES RIKSBANK samt därunder valören i siffror. Baksidan visade Moder Svea stående, hållande Sveriges lilla riksvapen.